# 톰 (프로게이머)
톰(본명: 임재현, 1995년 5월 22일~)은 대한민국의 전직 리그 오브 레전드 프로게이머이다. 현재 프로게임단 지도자로 활동하고 있다. 선수 시절 아이디는 Tom이며 포지션은 정글이였다. 현재 T1의 코치이다.

## 선수 시절
2015시즌을 앞두고 SK텔레콤 T1에 입단했다. 스프링 시즌 벵기의 서브 선수로 활동하면서 간간히 출전했다. 스프링 결승전에 선발 출전하면서 팀의 우승에 기여했다. 서머 시즌에서는 부진한 모습을 보여주었다. 롤드컵 2015에서는 로스터에 포함되지 못하면서 출전하지 못했다.
2016시즌을 앞두고 뉴비에 입단했다. 하지만 입단 1달만에 계약 문제로 팀에서 퇴단했다.
2016년 2월, 스네이크 e스포츠에 입단했다. 2016년 4월, 팀에서 퇴단했다.

## 지도자 생활
2016년 5월, 뉴비의 코치로 합류했다. 2016시즌이 종료 된 후 팀에서 퇴단했다.
2017년 4월, BPZ의 코치로 부임했다. 스프링 시즌 종료 이후 팀이 해산되면서 팀을 나오게 되었다.
2020시즌을 앞두고 Gen.G의 코치로 부임했다. 2020시즌 종료 후 팀에서 퇴단했다.
2023시즌을 앞두고 T1의 코치로 부임했다.

## 소속팀

### 선수
| # | 팀명             | 소속 기간               | 소속 리그 | 비고 |
| - | ---------------- | ----------------------- | --------- | ---- |
| 1 | SK텔레콤 T1      | 2015.02.25 ~ 2015.11.25 | LCK       |      |
| 1 | 뉴비             | 2016.01.15 ~ 2016.02.09 | LPL       |      |
| 1 | 스네이크 e스포츠 | 2016.02.09 ~ 2016.04.15 | LPL       |      |

### 지도자
| # | 팀명     | 직책     | 소속 기간               | 소속 리그 | 비고 |
| - | -------- | -------- | ----------------------- | --------- | ---- |
| 1 | 뉴비 영  | 코치     | 2016.05. ~ 2016.11.30   | LPL       |      |
| 2 | BAN PLZ  | 코치     | 2017.04.14 ~ 2017.04.17 | CK        |      |
| 3 | Gen.G    | 코치     | 2019.12.20 ~ 2020.11.11 | LCK       |      |
| 4 | PSG 탈론 | 코치     | 2021.12.31 ~ 2022.09.27 | PCS       |      |
| 5 | T1       | 코치     | 2022.11.28 ~ 2023.07.08 | LCK       |      |
| 6 | T1       | 감독대행 | 2023.07.08 ~ 2023.11.21 | LCK       |      |
| 7 | T1       | 코치     | 2023.11.21 ~            | LCK       |      |

## 수상 내역

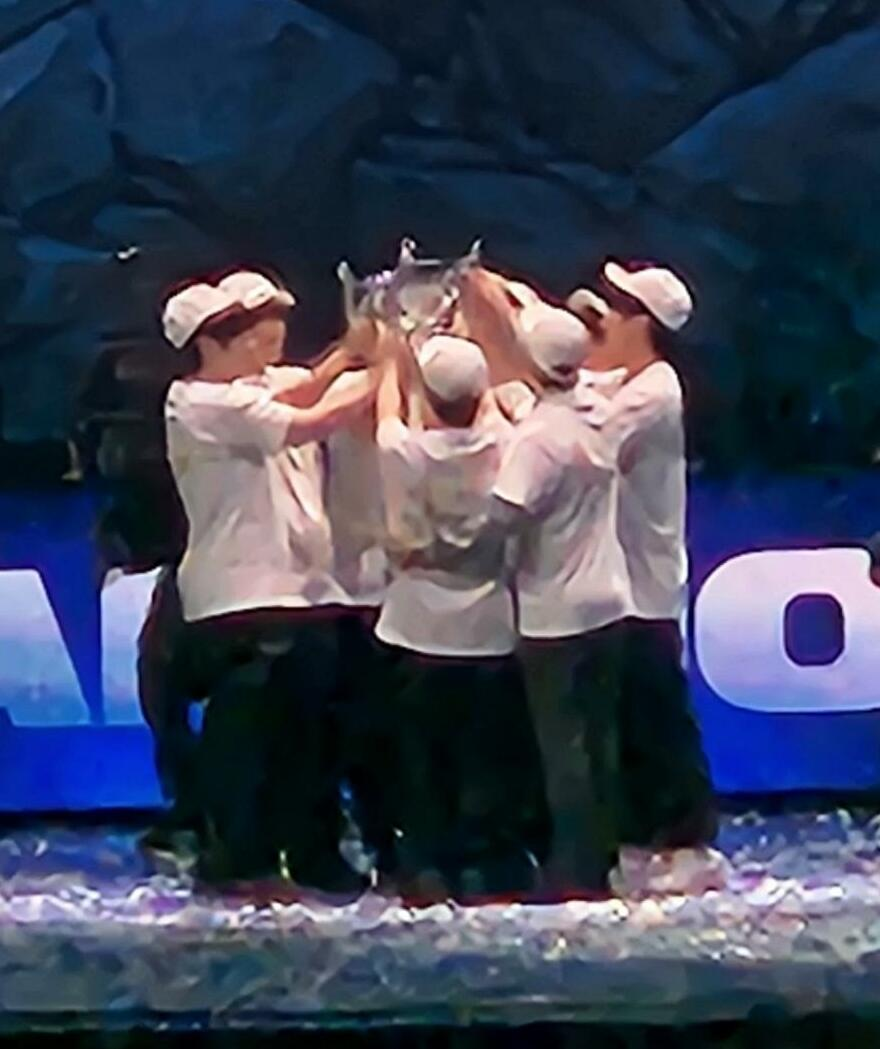
2023 월드 챔피언십 우승 사진.

### 선수
- 스베누 리그 오브 레전드 챔피언스 코리아 스프링 2015 우승 (SK텔레콤 T1)
- 스베누 리그 오브 레전드 챔피언스 코리아 서머 2015 우승 (SK텔레콤 T1)

### 지도자
- 우리은행 리그 오브 레전드 챔피언스 코리아 스프링 2020 준우승
- 2020 미드 시즌 컵 4강
- 2023 리그 오브 레전드 챔피언스 코리아 스프링 준우승
- 2023 리그 오브 레전드 챔피언스 코리아 서머 준우승
- 리그 오브 레전드 월드 챔피언십 2023 우승 (T1)
- 리그 오브 레전드 챔피언스 코리아 스프링 2024 준우승(T1)
- 이스포츠 월드컵 2024 우승 (T1)
- 리그 오브 레전드 월드 챔피언십 2024 우승 (T1)
- 미드 시즌 인비테이셔널 2025 준우승